# گریگوری آبریکوسوف
گریگوری ابریکوسوف (روسی: Григорий Андреевич Абрикосов؛ ۳۰ اوت ۱۹۳۲ – ۱۳ آوریل ۱۹۹۳) بازیگر اهل کشور اتحاد جماهیر شوروی سوسیالیستی بود.  او پسر آندری آبریکوسوف بود.
وی برندهٔ جوایزی همچون هنرمند مردمی جمهوری شوروی فدراتیو سوسیالیستی روسیه شده‌است.